# Otiothops amazonicus
Otiothops amazonicus är en spindelart som beskrevs av Simon 1887. Otiothops amazonicus ingår i släktet Otiothops och familjen Palpimanidae. Inga underarter finns listade i Catalogue of Life.